# Valtos Beach
Valtos Beach är en strand i Grekland.   Den ligger i prefekturen Nomós Prevézis och regionen Epirus, i den västra delen av landet, 300 km väster om huvudstaden Aten.